# Chicago Men's Challenger 2025
Il Chicago Men's Challenger 2025 è stato un torneo maschile di tennis professionistico. È stata la 4ª edizione del torneo, facente parte della categoria Challenger 75 nell'ambito dell'ATP Challenger Tour 2025, con un montepremi di 100 000 $. Si è giocato dal 4 al 10 agosto 2025 sui campi in cemento del XS Tennis Village di Chicago, negli Stati Uniti.

## Partecipanti

### Teste di serie
| Nazionalità   | Giocatore              | Ranking* | Testa di serie |
| ------------- | ---------------------- | -------- | -------------- |
| Danimarca     | August Holmgren        | 144      | 1              |
| Regno Unito   | Billy Harris           | 146      | 2              |
| Libano        | Hady Habib             | 169      | 3              |
| Cina          | Wu Yibing              | 186      | 4              |
| Kazakistan    | Beibit Zhukayev        | 203      | 5              |
| Australia     | Bernard Tomić          | 211      | 6              |
| Taipei cinese | Hsu Yu-hsiou           | 217      | 7              |
| Messico       | Rodrigo Pacheco Méndez | 220      | 8              |

* Ranking al 28 luglio 2025.

### Altri partecipanti
I seguenti giocatori hanno ricevuto una wild card per il tabellone principale:
- Martin Damm
- Kyle Kang
- Darian King

Il seguente giocatore è entrato in tabellone con il ranking protetto:
- Jason Jung

Il seguente giocatore è entrato in tabellone nell'ambito dello Junior Accelerator Programme:
- Miguel Tobón

Il seguente giocatore è entrato in tabellone nell'ambito del College Accelerator Programme:
- Michael Zheng

I seguenti giocatori sono entrati in tabellone come alternate:
- Stefan Dostanic
- Andre Ilagan
- Garrett Johns
- Alfredo Perez

I seguenti giocatori sono passati dalle qualificazioni:
- Huang Tsung-hao
- Joshua Sheehy
- Trevor Svajda
- Antoine Ghibaudo
- Andrew Fenty
- Samir Banerjee

Il seguente giocatore è entrato in tabellone come lucky loser:
- Giles Hussey

## Punti e montepremi
| Torneo    | Torneo              | V     | F     | SF    | QF    | 2T    | 1T  | Q | Q2  | Q1  |
| Singolare | Punti               | 75    | 44    | 22    | 12    | 6     | 0   | 4 | 2   | 0   |
| Singolare | Premi in denaro ($) | 9 880 | 5 820 | 3 450 | 2 000 | 1 165 | 720 | – | 360 | 185 |
| Doppio    | Punti               | 75    | 44    | 22    | 12    | –     | 0   | – | –   | –   |
| Doppio    | Premi in denaro ($) | 4 250 | 2 450 | 1 480 | 880   | –     | 500 | – | –   | –   |

## Campioni

### Singolare
Michael Zheng ha sconfitto in finale  Hsu Yu-hsiou con il punteggio di 6–4, 6–2.

### Doppio
Mac Kiger /  Ryan Seggerman hanno sconfitto in finale  Theodore Winegar /  Michael Zheng con il punteggio di 6–4, 3–6, [10–5].